# 土壌

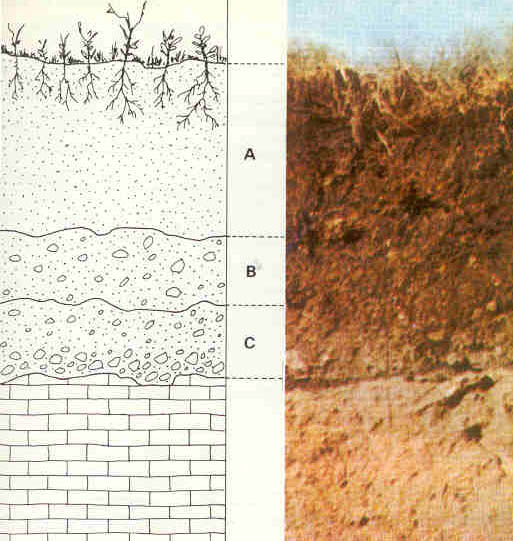
A, B, C はヴァシーリー・ドクチャーエフが考案した土壌層位であり、A層は表土、B層はレゴリス、C層は腐食岩石(en)、最下層は基盤岩である

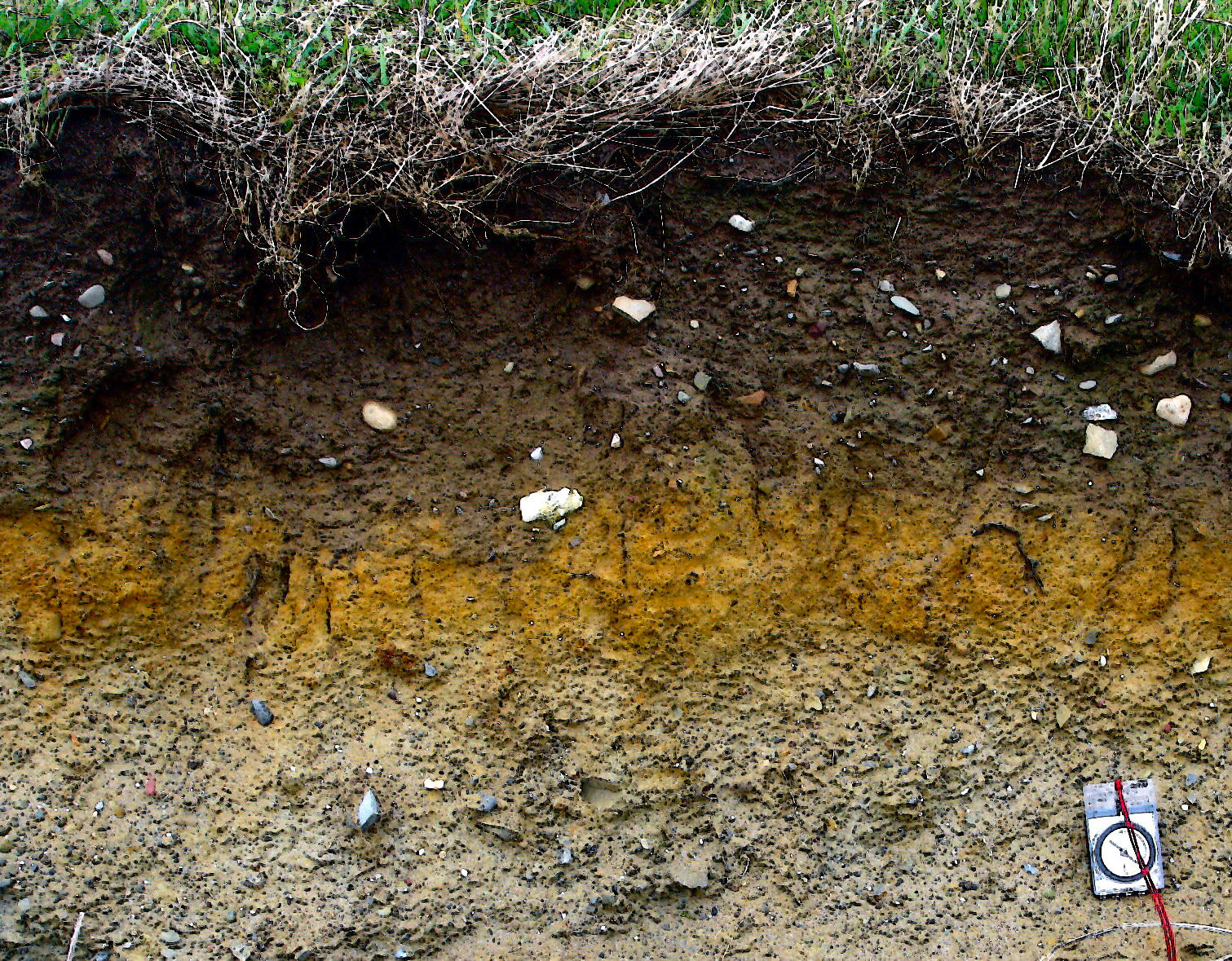
北アイルランドの氷礫に発達した湛水グライ土壌

土壌（どじょう）とは、地球上の陸地の表面を覆っている鉱物、有機物、気体、液体、生物の混合物である。一般には土（つち）とも呼ばれる。陸地および水深2.5メートル以下の水中の堆積物を指す。
地球の土壌は土壌圏を構成し、以下の4つの重要な機能を持って生命を支えている。
- 植物の生育媒体。
- 水を蓄え、供給し、浄化する。
- 地球の大気の組成を変える。
- （植物以外を含む）生物の住処となる。

これら全ての機能は、土壌を変化させる働きを持っている。
土壌圏は岩石圏、水圏、大気圏、生物圏と接触する。土壌は鉱物と有機物から成る固体の部分と、気体（土壌空気）と水（土壌溶液）を蓄える間隙（空隙）で構成される。すなわち、土壌は固相、液相、気相の三相システムである。
土壌が生成されるためには母材（土壌の元となる材料）、気候、地形、生物、時間という5つの因子がある。土壌は侵食による風化など、多くの物理的、化学的、生物的過程によって常に変化している。土壌はとても複雑で強い内部相互作用を持つ生態系である。
多くの土壌の仮比重（水がない状態での間隙を含んだ土壌の密度、乾燥密度とも言う）は 1.1 から 1.6 g/cm3 であり、土粒子そのものの密度は 2.6 から 2.7 g/cm3 とずっと大きい。地球上には更新世よりも古い土壌はほとんどなく、新生代よりも古い土壌は全くない。ただし、太古代の土壌が化石土壌として残っていることがある。
土壌学はエダフォロジー (edaphology) とペドロジー (pedology) に分かれる。エダフォロジーは土壌が生物に与える影響を研究する。ペドロジーは自然環境における土壌の形成、状態の記述、分類をする。工学的には土壌はレゴリスに含まれる。レゴリスには母岩の上の土壌以外の物質も含まれ、地球以外の天体にも存在する。

## 概要

### 機能
広義の土壌は、以下の機能を持っている。以下のうち自然機能については、土壌の環境機能と呼ばれている。
1. 自然機能
  - 生物の生存空間
  - 自然界の構成要素
  - 地下水の媒体
2. 利用の機能
  - 天然資源の存在
  - 居住地・保養地の存在
  - 農業・林業用地の存在
  - その他の経済的・公用的利用地の存在
3. 自然・文化遺産の存在場所

植物生産的見地からみると、土壌は植物の培地の一種といえる。ほとんどの農業では土壌を培地とする。
なお、培地に土壌を用いないものを水耕栽培と呼ぶ。養液栽培の場合では、培地としての土壌の種類はさらに細かく、有機質培地を土壌としこれを用いる場合は養液土耕と呼び、無機質培地を用いる場合は養液栽培と呼ばれる。

### 構成
土壌は、岩石が風化して生成した粗粒の無機物（一次鉱物）やコロイド状の無機物（粘土鉱物あるいは二次鉱物）、生物の死骸などの粗大有機物、粗大有機物が微生物などの分解者の作用などによって変質して生じる土壌有機物（腐植）などを含む。
土壌の固体成分は粗に充填されているため、土壌は多くの間隙を持つ。土壌中の間隙は、土壌溶液と土壌空気によって満たされている。土壌溶液の主成分は水であり、この水に水溶性の塩基や有機物などが溶解している。土壌空気の主成分は二酸化炭素、窒素および水蒸気であり、酸素濃度は大気と比較して低い。土壌の間隙には、多くの土壌微生物や土壌動物が生息しており、土壌生物と呼ばれる。

## 研究の歴史
土壌研究の歴史は、人間が食料と飼料を生産するための差し迫った必要性と密接な関係がある。歴史を通して、文明の繁栄と衰退は土壌の生産能力の関数であったとされる。土壌が農業生産を支える力を「地力」と言い、古代エジプト以来のエジプト社会は、ナイル川の洪水によりナイル川デルタなど流域に運ばれた肥沃な土壌を使って農業を行い、食料を得てきた。一方でインダス文明、メソポタミア文明、マヤ文明、アステカ文明などの滅亡は、侵食や塩害といった土壌の荒廃が一因となった。
古代ギリシアの歴史家クセノポン（紀元前 450-355 年）は、「地面に生えているどのような雑草であっても、土に混ぜれば糞と同じように土壌を豊かにする。」と書いているため、緑肥のメリットを解説した最初の人であると評価できる。

## 生成
土壌学者のハンス・ジェニーは、1941年に土壌の性質は土壌を供給する地表の地形、気候、動植物相に反映されると提唱し、以下の5つの要素を土壌生成を司る5大要素とした。
1. 母材（岩）
2. 気候
3. 有機体
4. 地形
5. 時間

## 物理性
土壌の物理的性質には、農業のような生態系サービスにとって重要なものから順番に、土性、土壌構造、仮比重（乾燥密度）、間隙（孔隙・空隙）、コンシステンシー、温度、色そして土壌電気抵抗 がある。土性は砂、シルト、粘土という3種類の土壌鉱物粒子の構成比率によって決まる。酸化鉄、炭酸塩、二酸化ケイ素、腐植土が土粒子を被覆し、土粒子同士を接着することによって、土粒子がより大きな塊となると、ペッド すなわち「土壌団粒」という土壌構造を構成する。土壌の仮比重は、土の締固め 程度の指標となる。土壌の間隙は粒子と粒子の間の空間であり、空気と水によって構成されている。コンシステンシーは土粒子同士がくっつき合う強度である。土壌の温度と色はそのままの意味である。電気抵抗は土壌に埋められる金属やコンクリートの腐食速度に影響する。このような土壌の性質は土壌の深さ、すなわち土壌層位によって変化する。これらのほとんどの性質が、土壌の通気性と土壌中に水が流れたり保持されたりするような能力に影響する。
| 性質                 | 砂                  | シルト   | 粘土                                 |
| -------------------- | ------------------- | -------- | ------------------------------------ |
| 保水性               | 小                  | 中から大 | 大                                   |
| 通気性               | 大                  | 中       | 小                                   |
| 排水速度             | 速                  | 中から遅 | とても遅                             |
| 土壌有機物量         | 少                  | 中から多 | 多から中                             |
| 有機物分解速度       | 速                  | 中       | 遅                                   |
| 春の気温上昇速度     | 速                  | 中       | 遅                                   |
| 締め固めやすさ       | 低                  | 中       | 高                                   |
| 風食に対する耐久度   | 中（細砂であれば弱) | 弱       | 強                                   |
| 水食に対する耐久度   | 細砂でなければ強    | 弱       | 団粒化されていれば強、さもなければ弱 |
| 膨潤度               | とても低            | 低       | 中からとても高                       |
| 水の浸透を止める働き | 弱                  | 弱       | 強                                   |
| 降雨後の耕起しやすさ | 良                  | 中       | 悪                                   |
| 汚染物質の浸透性     | 高                  | 中       | 低（亀裂がなければ）                 |
| 植物の栄養保持力     | 低                  | 中       | 高                                   |
| pH緩衝能             | 低                  | 中       | 高                                   |

### 土性

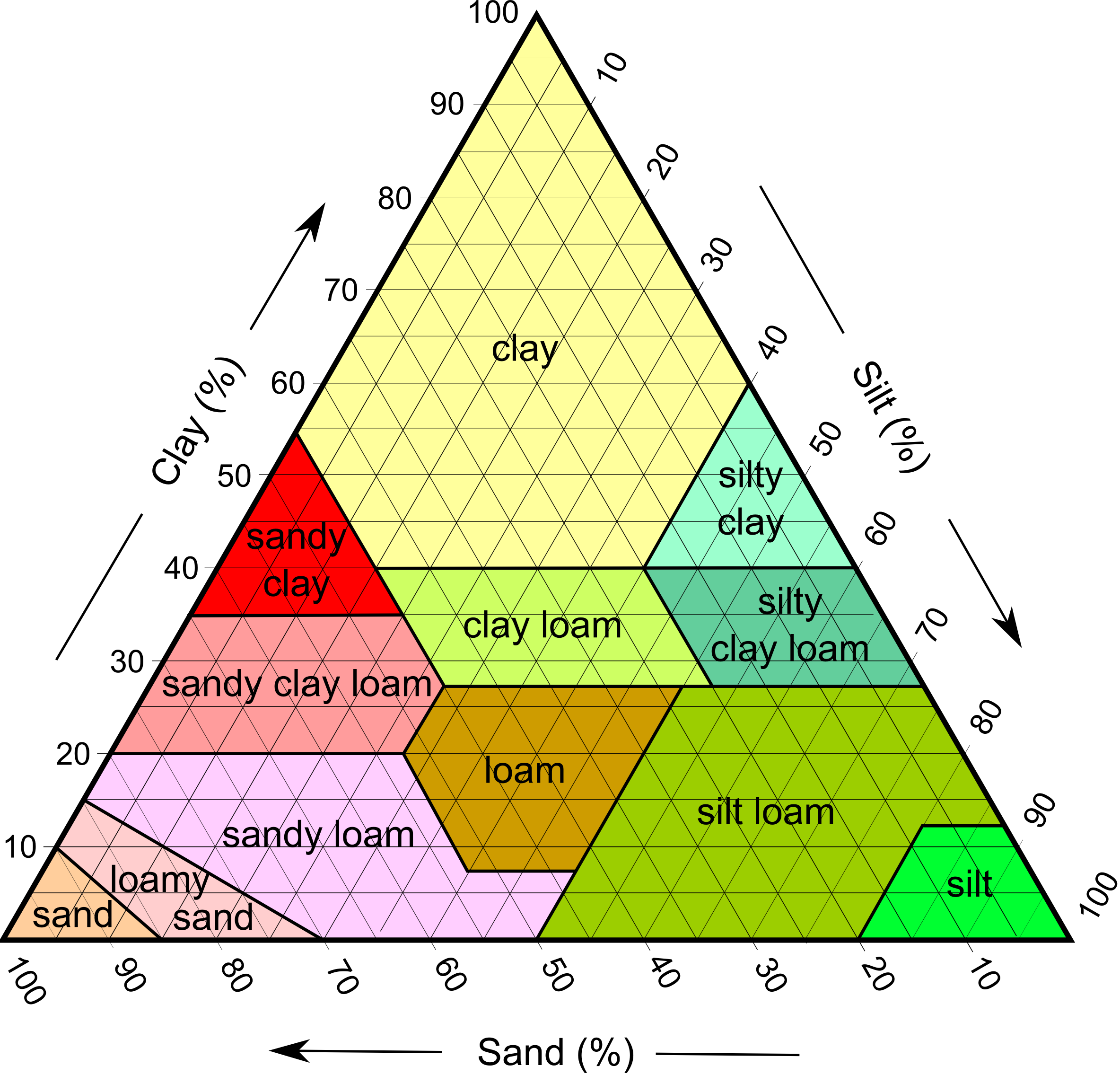
アメリカ合衆国農務省の土性分類システムによる粘土、シルト、砂の割合と土性

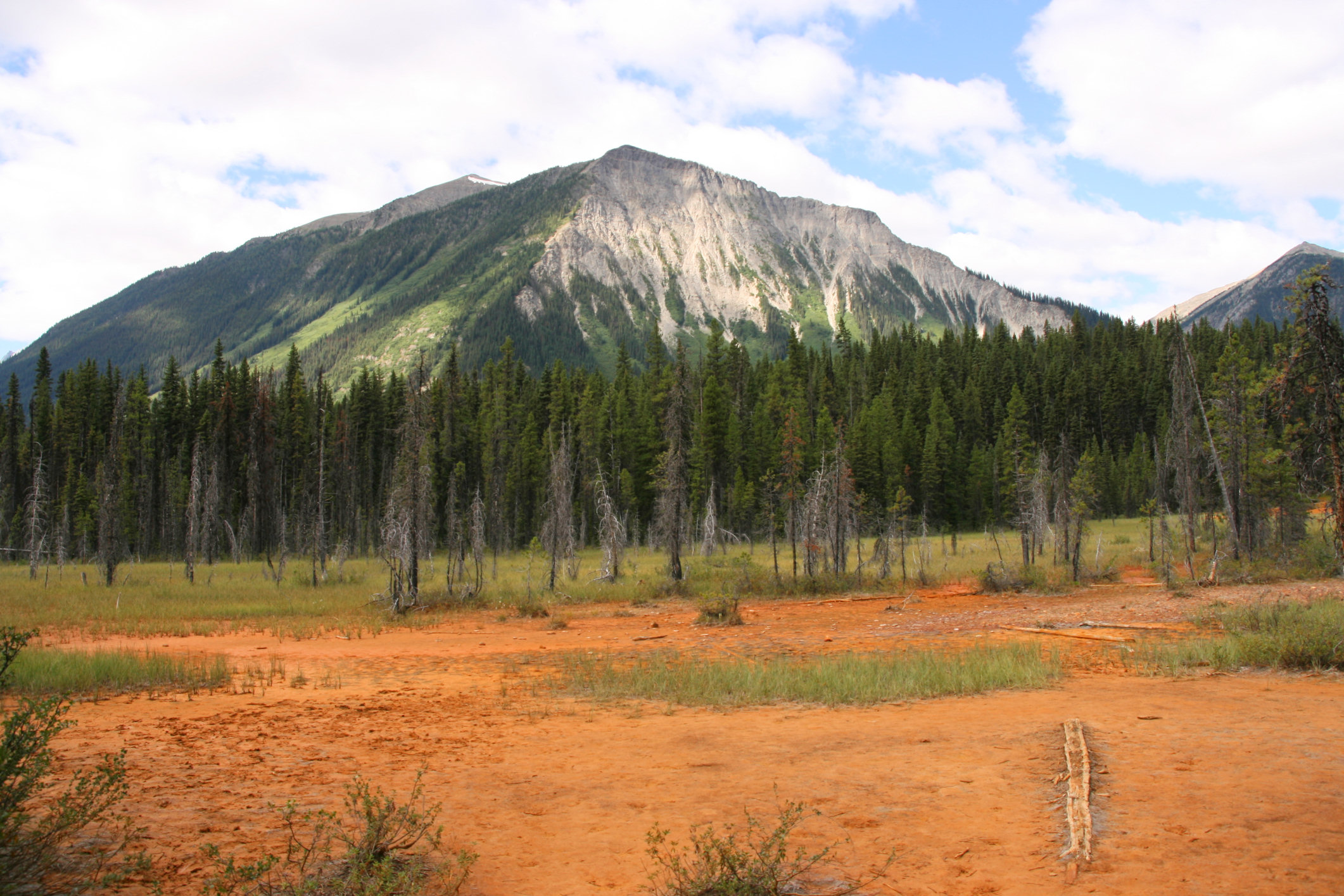
カナダのクーテネイ国立公園のペイントポット近くの鉄分が多い土壌

土壌の鉱物粒子は砂とシルトと粘土があり、その割合によって土性が決まる。土性に影響を受ける土壌の性質には、間隙率、透水性、浸透、膨潤度 (en)、圃場容水量、そして侵食に対する強さがある。USDA（アメリカ合衆国農務省）の三角座標による土性区分で示されているように、砂、シルト、粘土のいずれかが主成分となっていない（つまり、程良く混ざっている）ような土壌はロームと呼ばれる。純粋な砂、シルト、粘土も土壌ではあるが、伝統的な農業の観点からは、いくらかの有機物があるローム土壌が「理想的である」とされ、農業による長期的な作物の収穫によって奪われた栄養分を補給するために、肥料や堆肥が使われる。ローム土の鉱物組成は、たとえば質量比が砂40%、シルト40%、粘土20%である。土性は土の性質、特に栄養分を保持する性質（たとえば陽イオン交換容量） と水移動に関する性質に影響を与える。
砂とシルトは母岩の物理的および化学的な侵食によって形成され、粘土は母岩が降雨に溶解して生成された二次鉱物であることが多く、雲母の風化によるものもある。土粒子の比表面積と土粒子表面イオンの電荷は土壌肥沃度にとって重要なはたらきを持ち、陽イオン交換容量として測定される。砂は比表面積が最も小さく陽イオン交換容量が小さい。シルトはその次に小さく、粘土が最も陽イオン交換容量が大きい。土壌にとって砂の最も大きな役割は、締め固めに対する耐久力が大きく、土壌の間隙率を大きくしていることである。ただし、この性質は純粋な砂に対するものであり、砂がより小さな鉱物と混ざることにより、砂の粒子の間に小さな鉱物が入るため間隙率が小さくなる。シルトは鉱物的には砂と似ているが比表面積が大きいため物理化学的な反応性は大きい。粘土は比表面積が極めて大きく大量の負電荷を持っているため、土壌の水と養分の保持能力の高さを決めているのは粘土の量である。粘土質土壌は風と水による土壌侵食に耐える力がシルト質土壌や砂質土壌と比べて大きい。それは、粘土は粒子と粒子の間を結びつける力が大きいことと、有機物による侵食緩和効果によるものである。
砂は土壌鉱物の中で最も安定している。岩の破片と一次石英粒子によって構成され、直径 0.05 から 2.0 mm である（USDAの粒径区分）。シルトは直径 0.002 から 0.05 mm である。粘土は直径が 0.002 mm 以下で厚さは 1 nm (10−9 m) ととても小さいため、光学顕微鏡で観察することができない。中程度の土性の土壌では、粘土は水によって下方に溶脱 (en) して、下層に集積 (en) する。土壌鉱物組成の大きさと鉱物の性質の間には明確な相関はない。砂とシルトの粒子が石灰質であることも石英質であることもあり、粘土の粒子 (0.002 mm) が細かい石英であることも多層の二次鉱物であることもある。ある一定の粒径組成に属する土壌鉱物は、比表面積（それに関連する保水性）のような共通の性質を持っているものの、陽イオン交換容量のような化学組成に関係する性質は共通ではない。
直径 2.0 mm よりも大きな土壌の成分は岩あるいは礫（れき）と分類される。土壌を土性によって分類するために粒径の組成を決定する時には除外されるが、名称に含めることもできる。たとえば、砂質ローム土が20%の礫を含めば、礫砂質ローム土と呼ぶことができる。
土壌有機物の量が非常に多い時には、その土壌は鉱物土壌ではなく有機質土壌であるとされる。有機質土壌の条件は次のようなものである。
1. 鉱物成分の 0% が粘土で有機物が 20% 以上
2. 鉱物成分の 0% から 50% が粘土で有機物が 20% から 30%
3. 鉱物成分の 50% 以上が粘土で有機物が 30% 以上[40]

### 構造
土壌の砂、シルト、粘土成分が集まって塊となることで団粒（aggregate）が形成され、団粒がさらに大きな塊となった構造はペッド（ped）と呼ばれる。土粒子が有機物、酸化鉄、炭酸塩、粘土、二酸化ケイ素によって粘着し、凍結融解と湿潤乾燥過程によって団粒が分解し、土壌動物、土壌微生物のコロニーと植物の根の先端によって団粒が形成される、といったようなメカニズムによって、土壌は明瞭な幾何学的形状を形成する。ペッドは様々な形へと発展する。土塊 (soil clod) はペッドのように形成されたものではなく、耕起のような土壌への機械的な撹乱によってできたものである。土壌構造は通気性、水移動、熱移動、植物の根の成長、土壌侵食への耐久性に影響を及ぼす。一方、水は土壌構造に強い影響を与える。直接的には、鉱物を溶解し降雨によって供給し、団粒をスレーキング (en) によって機械的に破壊する。間接的には、植物、動物、微生物の成長を促進する。
土壌構造は土性、有機物量、微生物の活動、過去の土壌生成過程、人間の利用履歴、土壌生成の化学的および鉱物学的条件を知るための手がかりとなる。土性は鉱物組成によって決まる変化しない性質であって農業活動によって変化しないが、土壌構造は農作業のやり方や時期によって発達させることも壊すこともできる。
土壌構造の分類
1. 形状: ペッドの形と配列によって区分する。
  1. 板状 (Platy): 厚さ 1–10 mm のペッドが平板状に重なる。森林土壌のA層と池の沈積物に見られる。
  2. 柱状 (Prismatic): 鉛直に長く、幅は 10–100 mm である。上部が平らな角柱状 (Prismatic) と上部が円形の円柱状 (Columnar) に分かれる。ナトリウム土壌のB層に粘土が集積すると生じやすい。
  3. 塊状 (Blocky): 不完全な 5–50 mm の立方体の角形のペッド。鋭い角を持つ角塊状 (Angular) と滑らかな角を持つ亜角塊状 (Subangular) に分かれる。粘土が集積したB層に生じやすく、水の浸透が少ないことを示唆している。
  4. 粒状 (Granular): 1–10 mm の多面体の長球状のペッド。粒状 (Granular) と屑粒状 (団粒状; Crumb) に分かれ、屑粒状の方がより多孔質で理想的であるとされる。有機物があるA層でよく見られる。
2. 大きさ: ペッドの最小径によって区分する。ペッドの形状によって大きさの分類が異なる。
  1. 細: <1 mm の板状か粒状; <5 mm の塊状; <10 mm の柱状
  2. 小: 1–2 mm の板状か粒状; 5–10 mm の塊状; 10–20 mm の柱状
  3. 中: 2–5 mm の板状か粒状; 10–20 mm の塊状; 20-50 の柱状
  4. 大: 5–10 mm の板状か粒状; 20–50 mm の塊状; 50–100 mm の柱状
  5. 極大: >10 mm の板状か粒状; >50 mm の塊状; >100 mm の柱状
3. 発達程度: すなわちペッド内の密着度であり、強度と安定性をもたらす。
  1. 弱度: 弱い結合はペッドが砂、シルト、粘土へと分解されやすい。
  2. 中度: 未撹乱土壌ではペッドが明瞭ではないが、撹乱すると団粒、いくらかの壊れた団粒、わずかな団粒化されていない土壌に分かれる。これが理想的な状態であるとされる。
  3. 強度: 土壌層位を観察している時点で明瞭なペッドが見られ、簡単には壊れない。
  4. 無構造: 土壌が粘土板のように大きな塊にしっかりと固着されているか、砂のように全く結合がない。

最も大きなスケールでは、土壌構造は粘土鉱物の膨潤と収縮によって形成される。初期は水平方向に働き、垂直方向の角柱のペッドを形成する。この機構はバーティソル (en) という種類の土壌に特徴的である。粘土質土壌は、土壌表面からの水の蒸発速度の差が大きいため、水平方向の亀裂を生じ、土壌の柱を塊状のペッドへと分解する。根、小動物、虫、凍結融解が大きなペッドをより小さい球形に近いペッドへと分解する。
より小さいスケールでは、植物の根は大きな間隙（マクロポア）の中を伸長して水を吸い上げるため、マクロポアの体積を大きくして間隙率を小さくし、団粒をより小さくする。それと同時に、根毛と菌類の菌糸はペッドを破壊しながら小さな通り道を作る。
さらに小さいスケールの土壌の団粒化は、細菌や菌類が粘質の多糖類を生成して土粒子を結合して小さなペッドを作ることによって進行する。細菌や菌類の栄養源となる有機物を加えることで、このような望ましい土壌構造の形成を促進することができる。
最も小さなスケールでは、化学的性質が土粒子の団粒化と分散に影響する。粘土粒子は多価陽イオンを持つため粘土層の表面に負の電荷が生じる。それと同時に、板状粘土粒子の端にはわずかな正の電荷があるため、端が他の粘土表面の負の電荷にくっつき凝集する（塊になる）。一方で、ナトリウムのような1価イオンが多価陽イオンと置換すると粘土粒子の端の正電荷が弱くなり、表面の負電荷が比較的強くなる。そのため粘土表面の負電荷のみが残って粘土粒子同士はお互いに負電荷の電気的力によって反発し、お互いの距離が離れ、凝集していた粘土が分散する。その結果、粘土は分散してペッドの間隙に集積して、間隙が閉塞する。このようにして土壌中の間隙構造が破壊されて、土壌は空気と水を通さなくなる。そのようなソーダ質土 (en) は表面に円柱状のペッドを形成する。

### 密度
| 土壌とその状態                         | 仮比重 (g/cm3) | 間隙率 (%) |
| -------------------------------------- | -------------- | ---------- |
| 綿畑の耕起された表土                   | 1.3            | 51         |
| トラクターの車輪が通過した畝間         | 1.67           | 37         |
| 深さ 25 cm の硬盤                      | 1.7            | 36         |
| 硬盤の下の不撹乱土壌、粘土ローム       | 1.5            | 43         |
| ポプラの森の下の礫質のシルトローム土壌 | 1.62           | 40         |
| 表層のローム砂質土                     | 1.5            | 43         |
| 分解された泥炭土                       | 0.55           | 65         |
| 黒ボク土                               | 0.5 - 0.8      | 70 - 80    |

典型的な土壌の土粒子密度は 2.60 から 2.75 g/cm3 であり、土粒子密度は通常変化しない。土粒子密度は有機物量が多い土壌では小さく、酸化鉄量が多い土壌では大きい。土壌の仮比重（乾燥密度）は土壌の乾燥質量を体積で割った値である。すなわち、その土壌体積中の空気と有機物を含む。したがって土壌の仮比重は常に土粒子密度よりも小さく、土壌の締め固め程度を示す良い指標となる。土壌の仮比重は耕起されたロームでは 1.1 から 1.4 g/cm3 である(水は 1.0 g/cm3)。土粒子密度とは異なり、ある土壌の仮比重は極めてばらつきが大きく、土壌生物の活動および土壌管理と強い関係がある。しかし、団粒の種類や大きさによっては、ミミズが土壌の仮比重を増加あるいは減少させる可能性があることが示されている。仮比重が小さいからといって、必ずしも植物の生育に適していることを示しているわけではない。土性や土壌構造による影響も考える必要があるためである。仮比重が大きいことは土壌が締固められているか、砂、シルト、粘土が混ざることによって小さな粒子が大きな粒子の間隙に入り込んでいることを示している。そのため土壌の多孔質体としてのフラクタル次元と仮比重の間には正の相関があり、土壌動物が作った構造が存在しないシルト質粘土ロームは透水係数が低いことが説明される。

### 間隙
間隙（孔隙、空隙）は土壌体積の中で鉱物や有機物のような固体によって占められていない部分であり、空気か水によって占められている。生産力のある中程度の土性の土壌では、間隙は土壌体積の50%程度を占める。間隙の大きさは大きな幅がある。最も小さなもの (<0.1 µm) はクリプトポア (cryptopore) で、水を保持する力がとても強いため植物は利用できない。植物が利用する水は、より大きいウルトラマイクロポア (ultramicropore) やメソポア (mesopore) (0.1-75 µm) の水である。さらに大きいマクロポア (>75 µm) は、圃場容水量において空気で満たされている。
土性は最小間隙の総体積を決める。すなわち、粘土は砂よりも小さな間隙を持ち、透水性は極めて低いのにもかかわらず、間隙の総体積は砂よりも大きい。土壌構造は土壌の通気性、大きな間隙への影響が強いため、水の浸透と排水に影響を与える。耕起は大きな間隙の数を増やすという一時的なメリットがあるものの、土壌団粒が破壊されることによりすぐに劣化する。
間隙径分布は植物や他の生物による水と酸素の得やすさに影響する。大きな連続した間隙は空気、水、溶解した栄養分を速やかに移動させて供給し（透水性）、小さな間隙は降雨や灌漑のような水が供給される事象の間に水を蓄える（保水性）。間隙径に幅があることにより、間隙は様々な大きさの空間に分かれて、多くの微生物や動物が居住空間が分かれているために直接的な競合をしないという効果もある。そのため、土壌には非常に多くの生物種が生存しているだけでなく、機能的にも似通っている種（通常であれば競合するために淘汰されてしまうような種）が同じ土壌中に共存できるということが説明できる。

### コンシステンシー
コンシステンシーは土壌が自分自身あるいは他の物質に粘着する力であり、変形や破壊に対抗する力である。農耕の問題をおおまかに予測するため、あるいは土質力学で使われる。国際連合食糧農業機関（FAO）によれば、コンシステンシーは3種類の水分状態で測定する。湿潤状態では粘性と塑性を評価し、乾燥状態では土壌試料をこすることで土壌の「ちぎれにくさ」を試験する。湿潤状態におけるせん断力に対する抵抗は指の圧力で評価する。さらに、結合コンシステンシー (cemented consistency) は粘土以外の炭酸カルシウム、二酸化ケイ素、酸化物や塩などの結合物質に依存し、水分状態はこの評価には影響しない。コンシステンシーの境界の評価は、土壌の状態のみかけの感触を使うため、pH のような他の測定値と比べると主観的になる。日本ペドロジー学会は、粘着性と可塑性を判定する指標をまとめている。
土壌のコンシステンシーはビルディングや道路を支持する力を見積もるために有用である。建設をする前には、しばしば土壌の強さがより正確に測定される。土質工学会が1973年に提案した日本統一土質分類法では、液性限界と塑性限界が土壌のコンシステンシーを評価する指標として取り入れられた。土の液性限界と塑性限界の試験法については、JIS A 1205 に規定されている。

### 温度
土壌の温度は吸収する熱量と損失する熱量の比に依存する。土壌の平均温度は生物群系によっても異なり -10 から 26 °C である。土壌温度は発芽、種の休眠 (en) からの回復、植物と根の成長、栄養分の可給性 を制御する。土壌温度の季節変化、月変化、日変化は重要であり、変化する幅は深いほど小さくなる。土壌をマルチングによって被覆すると、夏の温度上昇を遅らせ、土壌表面の温度変化を抑制することができる。
多くの場合に、農業では土壌温度に適合させるための作業が必要となる。たとえば、
1. 発芽と成長が最大化するような植付けの時期を選ぶ（日照時間にもよる）[98]。
2. 10 °C 以下の土壌で使用するアンモニアの使用量を最適化する[99]。
3. 土壌の凍結によって土が持ち上げられる凍上によって根が浅い植物が被害を受けることを防ぐ[100]。
4. 飽和土が凍結することにより理想的な土壌構造が壊されることを防ぐ[101]。
5. 植物によるリンの吸収を促進する[102]。

土壌温度を上昇させるためには土壌を乾燥させるか 透明なプラスチックでマルチングする。有機物によるマルチングは土壌の温度上昇を抑える。
土壌温度に影響を与える要因には様々なものがある。たとえば、水分量、土の色、土地の起伏（傾斜の角度と向き、高さ）、土壌被覆（日陰と断熱）、そして気温である。地表を覆っているもの（植生など）の色と断熱性能が土壌温度に強い影響を与える。土の色が黒いものよりは白くなるほどアルベドが大きく、太陽光をよく反射するために土壌温度が低くなる。土壌の比熱容量は1gの土壌の温度を1 °C上げるために必要なエネルギーである。乾燥土壌よりも水の比熱容量が大きいため、水分量が大きくなると比熱容量が増加する。水の比熱容量はおよそ1 cal g−1 K−1 であり、乾燥土壌の比熱容量はおよそ 0.2 cal g−1 K−1であるため、湿潤土壌の比熱容量は 0.2 から 1 cal g−1 K−1 (0.8 から 4.2 J g−1 K−1) である。また、水が蒸発するときには蒸発熱として大量のエネルギー (25 ℃ で 2442 J g−1) が奪われる。そのため、通常は湿潤土壌は乾燥土壌よりも温度が上昇しにくく、湿潤土壌は乾燥土壌よりも表面温度が 3 から 6 °C 低い。
土壌の熱流束は土壌中の2点間の温度差によって熱エネルギーが移動する速度である。熱流束密度は土壌の単位面積を単位時間に通過するエネルギーであり、量と方向を持つ。単純かつ応用範囲が広いケースとして、鉛直方向に土壌表面から流入あるいは流出する熱伝導について、熱流束密度は
{\displaystyle q_{x}=-k{\frac {\delta T}{\delta x}}}
記号の意味と国際単位系による単位は
{\displaystyle q} は熱流束密度 (W·m−2)
{\displaystyle k} は土壌の熱伝導率 (W·m−1·K−1) であり、熱伝導率は定数とすることもあり、土壌表面からある深さまでの平均値が使われることもある。
{\displaystyle \delta T} は熱流束密度を計算する土壌の2点間の温度差 (K)
{\displaystyle \delta x} は熱流束密度を計算する土壌の2点間の距離 (m) であり、x は下方に向かって正とする。
熱流束の方向は温度勾配とは逆になるため、マイナスの符号がついている。すなわち、深さ x よりも表面の温度が高ければ、マイナスの符号がついていることにより熱流束 q は正の値を取り、熱は土壌中に入ってくることを意味することとなる。
| 成分     | 熱伝導率 (W·m‐1·K‐1) |
| -------- | -------------------- |
| 石英     | 8.8                  |
| 粘土     | 2.9                  |
| 有機物   | 0.25                 |
| 水       | 0.57                 |
| 氷       | 2.4                  |
| 空気     | 0.025                |
| 乾燥土壌 | 0.2 - 0.4            |
| 湿潤土壌 | 1 - 3                |

土壌温度は発芽の初期における生育にとって重要である。土壌温度は根の解剖学的および形態学的特徴に影響を与える。温度が低下すると水と原形質の粘性が上昇するため、土壌と根の全ての物理化学生物的過程に土壌温度は影響する。一般に、地上でカナダトウヒが生育するような気候であれば、カナダトウヒの根が生育できるだけの土壌温度がある。そのため、カナダの一部の永久凍土地帯ではカナダトウヒが生育し、針葉樹の木化していない若い根は凍結に対する耐性がほとんどないが、木化して二次細胞壁によって守られているカナダトウヒの根は 5〜20 °C では影響を受けなかった。
木の根にとって最適な温度は一般に 10 から 25 °C の範囲であり、トウヒでもその範囲である。2週間成長した白いトウヒの苗を 15, 19, 23, 27, 31 °C で生育したところ、苗条の高さと乾燥質量、茎の直径、根の伸長、体積と乾燥質量は、全て19 °C で最大となった 。
しかし、trembling aspen や balsam poplar のようなポプラでは 5 から 25 °C までの土壌温度と生育に強い正の相関が見られるにもかかわらず、トウヒでは土壌温度が上昇してもほとんど変化はない。そのような低温に対する反応性の低さは、多くのカナダ西部の針葉樹に共通している。
地球温暖化によって土壌温度が上昇することによる気候変動へのフィードバック効果については、有機物の分解が促進されて気候変動が促進されるという正のフィードバック効果と、二酸化炭素貯留を促進して気候変動が抑制されるという負のフィードバックの2つが議論されている。最大の懸念は永久凍土が融解して貯留されていた炭素が放出され、生態系が崩れることである。

### 色
土を見る時には、まず土の色 (en) に印象づけられることが多い。鮮明な色と対照的なパターンがあれば、特に注目される。アメリカ合衆国のレッド川は赤土が侵食された堆積物を運ぶ。中国の黄河は黄土が侵食された黄色い堆積物を運ぶ。グレートプレーンズのモリソル (en) は有機物に富み、暗褐色である。タイガのポドゾルは酸性と溶脱のために明瞭な層を形成する。
土の色は一般に有機物量、排水条件、酸化の度合いによって決まる。土の色は簡単に認識できるが土壌の性質を推測するためにはほとんど役に立たない。土壌断面観察において土壌層位の境界を見分ける時には役に立つ。土壌層位による色の違いは、土壌の母材、水分量と浸水条件、土壌中の有機物、酸化鉄、粘土 の量の定性的な指標となる。土の色はマンセル・カラー・システムで 10YR3/4 のように記録される。ここで 10YR3/4 の 10YR は色相、3 は明度、 4 は彩度を表す。マンセルの色の三属性（色相、彩度、明度）は試料で平均して定量的なパラメータとして取り扱うことができて、土壌 や植生 の種類と強い相関を示す。
土の色は主に土壌鉱物に影響を受ける。多くの土の色は種々の鉄鉱物によるものである。土壌断面に発達する色の分布は化学的および生物的風化、特に酸化還元反応によるものである。土壌の母材の一次鉱物が風化すると、元素は新しい様々な色の化合物になる。鉄は黄色または赤色の二次鉱物となり、有機物は黒色と褐色の腐植となり
、マンガン
 と硫黄 は黒い沈殿物を形成する。これらの色素は土壌中で様々な色のパターンを作る。酸素が豊富な環境では均一のあるいは緩やかな色の変化を生じるのに対し、酸素が乏しい環境では複雑な斑点模様や色の集積を伴う速やかな色の流れが生じる。

### 電気抵抗
土壌の電気抵抗 (en) は土壌が電流の伝導を妨げる力を表すものである。土壌の電気抵抗は、土壌と接触する金属建造物の電気化学的腐食 (en) に影響する。高い含水率あるいは高い電解質濃度は電気抵抗を下げて電気伝導を増加させ、腐食の速度を上げる。土壌の電気抵抗値は一般に 1 Ω·m（塩性土壌）から 100000 Ω·m（結晶質岩上の乾燥土壌）までの幅がある。

## 水
フィールド（土地利用を問わず農地、森林、原野などのある一定の領域）に入った水は、表面流出、排水、蒸発、蒸散によって除去される。表面流出は土壌の表面をフィールドの端まで流れる水である。排水は土壌中を下方に流れるか地下を通ってフィールドの端まで流れる水である。フィールドからの蒸発損失はフィールドの表面から大気へ蒸発する水であり、蒸散は植物から蒸発してフィールドから失われる水である。
水は土壌生成、土壌構造、土壌の安定性、侵食に影響を与えるが、最大の関心は植物への影響である。水が植物にとって必須である4つの理由を示す。
1. 原形質の 80%-95% が水である。
2. 光合成にとって必須である。
3. 栄養素を溶解して植物の体内に取り込み、全身に運ぶ。
4. 植物の体を支えるための膨圧を発生させる。[150]

それに加えて、水は鉱物を溶解して運んで再度沈殿させる事で、土壌断面の下の方までを変化させる。ローム土では、固相の体積は全体の半分であり、ガスが4分の1、水が残りの4分の1であり、マトリックポテンシャルに強く依存するものの、その水の中で半分程度が多くの植物にとって利用できる水である。
水浸しになったフィールドは重力によってまずは重力水を排水し、水分量が圃場容水量に達すると、水が土粒子の表面に粘着・結合する力、すなわち保水力によってこれ以上排水が進みにくくなる。その状態では、植物は水を吸い上げるために吸引圧をかける必要がある。この圃場容水量の状態から、植物が利用できる水の量を有効水分量という。有効水分量を利用しきってしまうと、残りの水は植物が吸い上げる力が足りなくて利用することができないので、そのような植物が利用できない水の量を無効水分量という。その時の吸引圧は 1500 kPa (15 bar) の永久しおれ点であり、種は発芽せず、植物はしおれてやがて枯死する。水は重力、浸透圧、毛細管現象の影響を受けて移動する。水が土に入ると、土壌中のマクロポアから空気を浮力によって追い出し、団粒中に空気を封入させて団粒を破壊する。この現象をスレーキング (en) という。
土壌が水を吸収する速度は土壌の性質とその他の条件に依存する。植物が成長すると、根はまず大きな間隙（マクロポア）から水を取り入れる。すぐに大きな間隙は空気だけになり、残りの水は中程度あるいは小さなサイズの間隙にだけ存在するようになる。最小間隙の水は土粒子の表面にあまりにも強く結合していて、根はそれを引きはがすだけの力を持っていない。そのため、土壌中の全ての水が植物にとって利用可能でなく、利用可能な水の量は土性に強く依存する。土壌の間隙が水で満たされている（飽和している）時には、排水とともに栄養素が失われるかもしれない。排水における水移動では、土壌は部分的に飽和していて、より乾燥している部分に吸引される。多くの植物にとって、必要とする水のほとんどは植物の葉における蒸発（蒸散）によって生じる吸引圧によって供給され、植物内部と土壌溶液との間の浸透圧の差によって生じる吸引圧によって供給される水の量は、それよりも少ない。植物の根は、土壌中のより水分量が多い場所を選んで、水を探しながら成長する必要があるが
、根の一部は乾燥した土壌に水分を供給することもできる。水が不十分であると作物の収量に悪影響を与える。有効水分量のほとんどは蒸散によって植物内に栄養素を取り入れるために用いられる。
土壌水は気候のモデルと数値的気候予測にとっても重要である。全球気候観測システム GCOS (en) では、50個の必須気候変数 (ECV) の中の1つに土壌水分を定めている。土壌水分は土壌水分センサー (en) によって測定することも、人工衛星のデータや水文モデルから推定することもできる。それぞれの方法には利点と欠点があり、異なる方法を統合することで、ある方法の欠点を補うことができる。

### 保水性
水分子の水素原子が土粒子の酸素原子と結合する力（分子間力）が、他の水分子の酸素原子と結合する力よりも強い時に、水は土壌に保持される。フィールドが水浸しになると、土壌の間隙は完全に水で満たされる。フィールドでは圃場容水量まで重力による排水が進み、小さな間隙は水で満たされ大きな間隙は水とガスで満たされるようになる
。圃場容水量は土粒子の比表面積に依存する。そのため、重粘土や高有機質土壌では圃場容水量が大きい。純粋な水を基準としたときの水の単位体積あたりのポテンシャルエネルギーの相対値を水ポテンシャルと言う。総水ポテンシャルは、毛管力（土粒子と水との間の表面張力）によって生じるマトリックポテンシャル、塩性土壌では浸透圧による浸透ポテンシャル、垂直方向の水移動を扱う時には位置エネルギーによる重力ポテンシャルの合計である。土壌の水ポテンシャルは通常、負の値であるため、水ポテンシャルのマイナスで定義されるサクション（吸引圧）でも表される。サクションは正の値であり、土壌から水を追い出すために必要な力であるとみなすことができる。水ポテンシャルとサクションの単位は、 kPa (103 Pa)、bar (100 kPa)、cm H2O (およそ 0.098 kPa) である。サクション (cm H2O) の常用対数は pF と呼ばれる。したがって pF 3 = 1000 cm = 98 kPa = 0.98 bar である。
水が土壌に結合する力が植物にとっての利用しやすさを決める。吸着力が水を鉱物や腐植の表面に強く結合させ、水同士の結合力はそれよりも小さい。植物の根は土壌に吸着しているとても体積が小さい水があるところに侵入することがある。最初は弱い結合力によって保持されている水を吸い込むことができるが、そのような水滴が吸い込まれてなくなってしまうにつれて、土壌に水が吸着する力の強さは表面張力によって徐々に大きなサクションを生じるようになり、やがて 1500 kPa (pF = 4.2) に到達する。サクション 1500 kPa における土壌水の量を永久しおれ点と言う。植物は蒸散によって水が失われ続けるため、永久しおれ点では必要な水を得ることができなくなり、植物の膨圧が失われてしおれる。ただし、特に乾燥に対する適応や順応があると、気孔が閉じて蒸散が減り、永久しおれ点からしおれるまでの時間を遅らせることがある。さらに乾燥が進むと、サクション 100 MPa (pF = 6) で風乾となり、1000 MPa (pF = 7) で炉乾となる。永久しおれ点で残っている水を無効水分量という。
植物の成長にとって適している土壌水分量では、大から中サイズの間隙の水が土壌中を移動して植物にとって利用しやすい状態にある。圃場容水量と有効水分量は土壌の種類によって異なる。砂質土は保水量が少なく、粘土は保水量が最も大きい。この表のように、シルトロームの有効水分量は体積で 20% 程度であり、砂の有効水分量は 6% 程度である。
| 土性           | 永久しおれ点 | 圃場容水量 | 有効水分量 |
| -------------- | ------------ | ---------- | ---------- |
| 砂             | 3.3          | 9.1        | 5.8        |
| 砂質ローム     | 9.5          | 20.7       | 11.2       |
| ローム         | 11.7         | 27.0       | 15.3       |
| シルト質ローム | 13.3         | 33.0       | 19.7       |
| 粘土質ローム   | 19.7         | 31.8       | 12.1       |
| 粘土           | 27.2         | 39.6       | 12.4       |

上の表は土性ごとの平均値である。

### 水移動
水は重力と毛管力と浸透圧によって移動する。圃場容水量のサクション 33 kPa までは、水は重力と水圧によって生じる圧力勾配によって移動し、これを飽和流と言う。サクションがそれよりも大きくなると、水移動は土壌の毛管力によって湿潤土壌から乾燥土壌へと移動する。これは水の土粒子表面への吸着によって生じ、不飽和流と言う。
土壌中の水の浸透は以下の6つの要因に制御される。
1. 土性。
2. 土壌構造。細粒土の団粒構造は浸透に好ましい。
3. 有機物量。粗大な有機物が良く、土壌表面にあれば土壌構造の破壊とクラストの形成を防ぐ。
4. 硬盤や基岩のような難透水層までの深さ。
5. 土壌中の水分量。
6. 土壌の温度。高温な土壌の方が浸透速度が大きく、凍土は凍結の種類によっては水を吸収できない[183]。

水の浸透速度は重粘土の1時間に 0.25 cm から、砂や団粒構造の発達した土の 2.5 cm まで幅がある。水は地中を不均一に流れ、水分子の表面張力によっていわゆる「重力フィンガー」 (gravity finger) を形成する。
木の根は、生きているものも死んでいるものも、降雨浸透が選択的に流れる通り道を作り、浸透速度を 27 倍にまで拡大する
。
洪水によって川底の透水性は一時的に上がり、帯水層の涵養を助ける。
土壌に供給された水は圧力勾配によって、部分的に飽和している場所（水が供給された場所）から、不飽和帯のようなより水分量が少ない場所へと移動する。土壌が完全に水で満たされて飽和すると、水は下へ移動し、植物の根がある範囲外へと浸透し、粘土、腐食、栄養、主な陽イオンとともに、重金属、有機溶剤、油、農薬、ウイルス、細菌のような様々な汚染物質を運び、地下水汚染の原因となる可能性がある。溶出する栄養素は、溶解度が高いものから低いものへと並べると
- カルシウム
- マグネシウム、リン、カリウム（土壌の組成による）
- 窒素（窒素肥料が施されていなければ通常は少ない）
- リン（土壌中では溶解性が低い形態なのでとても少ない）[194]

アメリカ合衆国では、1日あたりに降雨が浸透する速度はロッキー山脈の東のほぼ 0 cm から、アパラチア山脈とメキシコ湾の北海岸の 50 cm 以上までの幅がある。
水は土粒子の表面からの吸着力による表面張力すなわち毛管力に引き寄せられているため、湿ったところから乾いたところに向かって、そしてマクロポアからミクロポアに向かって サクションの勾配が生じる。リチャーズ式によって不飽和帯における水移動を記述できる。不飽和水分溶質移動の解析は、Hydrus のようなソフトウェアに不飽和水分移動関数（水分保持関数と不飽和透水係数関数）のパラメータと初期条件と境界条件を与えることで計算が可能である。マクロポア、亀裂、植物根と虫の通り道に沿って選択流が発生し、水が重力によって排水する。今では多くの土壌物理モデル（二重連続、二重間隙、二重浸透モデル）によって選択流が表現されるが、いずれも厳密な物理的裏付けなしにリチャーズ式の解に追加されたものである。

### 植物による吸水
植物による水と栄養の吸収も、土壌中の水の貯留と移動にとって同じように重要である。凝集力張力理論 (cohesion-tension theory) によれば、多くの土壌水は、水の蒸散する力が植物の根から葉までの木部樹液の水分通導に伝わって生じる吸収力によって植物に取り入れられる。水の上昇移動と溶液の再分配（水圧リフト hydraulic lift）は根の内皮、気孔の伝導力による植物の葉 で制御され、根と茎の導管のキャビテーション（泡の発生）に阻害されることがあり、エンボリズム (xylem embolism) とも言われる
。さらに、植物の根の高塩分濃度は土壌水から植物の根に向かっての浸透圧勾配を生じる。浸透圧による吸水は夜のような低温時と湿度が高いために蒸散が少ない時には重要になり、高温と低湿度時はその逆である。それぞれ溢液現象 (en) と、しおれの原因となる。
根の伸長は植物の生存にとって不可欠である。冬のライ麦を4ヶ月間、1立方フィート（0.0283 立方メートル）のローム土で育てた実験によれば、その植物は 13,800,000 本の根を伸ばし、長さは合計 620 km、表面積は 237 平方メートルとなった。また、毛根の長さは合計 10,620 km、面積は 400 平方メートル、表面積は 638 平方メートルであった。そしてローム土の総表面積は 52,000 平方メートルと推定された。すなわち、根は土壌の 1.2% としか接触していなかったことになる。しかし、根の伸長は、毎日新しい根が新しい土壌の体積を探し出し、ある期間に土壌中の探し出された体積は大きく増加し、その期間に根から吸収される水の体積も増加する、という動的な過程としてとらえるべきである。根の構造、すなわち空間的な根の配置は、植物の水と栄養の可用性に対する順応と、その結果としての植物の生産性にとって、重要な役割を果たしている。
不飽和水分移動は1日に 2.5 cm 以下であるため、根は水を探す必要がある。その結果、根は常に死滅と成長をしながら、土壌水分量が多いところを探し続ける。植物がしおれを引き起こすほどに土壌水分が不足すると、植物は恒久的な被害を受け、作物の収穫量は低下する。モロコシが種子の芽生え期間と結実段階に 1300 kPa の低サクションにさらされた時には、生産量が 34% 低下した。

### 水の消費と利用効率
植物が利用する水の中で、わずかな部分 (0.1% から 1%) だけしか植物の体内に残らない。ほとんどの水は、最終的には蒸散によって失われる。土壌表面からの蒸発も重要であり、蒸散量と土壌表面からの蒸発量の合計は蒸発散である。（蒸散 / 蒸発散）の比は植生の種類と気候によって変わり、熱帯雨林では大きく、ステップや砂漠では小さい。蒸発散量と植物中に保持される水の量の合計は消費利用量 (consumptive use) であり、蒸発散量とほぼ等しい。
農地における総水利用量は表面流出、排水と消費利用量の合計である。目の粗いマルチングは灌漑後の蒸発損失を減らすが、最終的には蒸発散量の合計はマルチングをしていない土壌に近くなり、植物の成長に直結する水の量は増える。水利用効率は蒸散率、すなわち植物による蒸散量を収穫後の植物の乾燥重量で割った値によって測定される。作物の蒸散率は 300 から 700 である。たとえば、アルファルファの蒸散率は 500 程度であるため、500 kg の蒸散によって乾燥重量 1 kg のアルファルファが生産される。

## ガス
土壌中の空気、すなわち土壌ガス (en) は、大気とは極めて異なる。微生物と植物の根による酸素の消費と二酸化炭素（CO2）の放出は、酸素濃度を下げて二酸化濃度を上げる。大気中の CO2 濃度は 0.04% であるが、土壌間隙中ではその 10 倍から 100 倍に達し、根の呼吸を抑制する働きがある。

## 固体の組成
土壌の粒子は大きさだけでなく化学組成（鉱物学）によって分類できる。土粒子の大きさの分布、すなわち土性は、土壌の多くの性質、特に透水係数と水ポテンシャルを決めるが、そのような性質は鉱物学的な性質によって強く変化させられる。最も粒径が小さい土粒子である粘土の鉱物学は特に重要である。

## 化学
土壌の化学的性質は植物に栄養を供給する能力を決め、土壌の物理性と微生物数に影響する。それに加えて、土壌化学は腐食性、安定性、水を浄化するための汚染物質の吸収性を決める。鉱物と有機コロイドの表面化学が土壌の化学的性質を決める。コロイドは、分子よりは大きく液体中を沈降せずに浮き続けていられるほどには小さい、不溶性・不拡散性の粒子である。多くの土壌は腐植と呼ばれる有機コロイド粒子と粘土の無機コロイド粒子を含んでいる。コロイドのとても高い比表面積と電荷は土壌がイオンを保持したり放出したりする力の元となっている。コロイド表面の負電荷の場所は陽イオンを引きつけたり放出したりする。これを陽イオン交換と言う。陽イオン交換容量 (CEC) は単位質量の乾燥土壌が持つ交換性陽イオンであり、100 g の土壌あたりの陽イオンのミリグラム当量（あるいは1キログラムの土壌あたりの正電荷センチモル cmolc/kg）で表される。同様に、コロイドの正電荷がある場所は陰イオンを引きつけて解放し、土壌に陰イオン交換容量 (AEC) を与える。

## 栄養素
植物の成長と繁殖に必要な16種類の元素は、炭素 C、水素 H、酸素 O、窒素 N、リン P、カリウム K、硫黄 S、カルシウム Ca、マグネシウム Mg、鉄 Fe、ホウ素 B、マンガン Mn、銅 Cu、亜鉛 Zn、モリブデン Mo、ニッケル Ni、塩素 Clである。植物の生活環を完結するために必須の栄養素を必須栄養素と言う。植物の成長を促進するが、生活環を完結するために必須ではない栄養素は非必須であるとされる。炭素、水素、酸素は二酸化炭素と水から供給され、窒素は窒素固定によって供給されるが、それ以外の栄養素は全て土壌の無機成分に由来する。

## 有機物と生物
土壌有機物は有機化合物によって構成され、土壌中に存在する生きている動植物以外の全ての有機物質である。動植物の遺体や排泄物、それらを分解する過程で生じる腐植物質、土壌微生物の細胞、土壌微生物が合成した物質がある。
典型的な土壌のバイオマス構成は 70% が微生物、22% が大型動物（肉眼で見える程度の大きさの動物）、8%が根である。
土壌中には、多数の土壌生物が住んでいる。その多くは土壌中にのみ生活しているものである。
動物の場合、これを土壌動物という。大きいものではモグラやミミズなどが穴を掘って生活しており、中型～小型のものには落ち葉や土の間に生活する昆虫やダニなど、小さなものでは落ち葉表面の水に生活する原生動物などが含まれる。
微生物も重要である。カビやキノコなどの菌類、細菌類といった土壌微生物も極めて多数生活している。土壌中の従属栄養性の微生物は、生物遺体や排泄物あるいは有害な有機化合物などを分解して、二酸化炭素や水などに変換し、大]や地下水などへ放出する。土壌には、植物の根と共生して養分を供給する菌根菌や根粒菌などが生息し、植物の生育を支えている一方、動植物の生育を阻害する多くの病原微生物も生息している。
これらの生物は堆積する植物遺体の分解や、土壌の撹拌をすることで、土壌の形成に大いにかかわっている。

## 層位

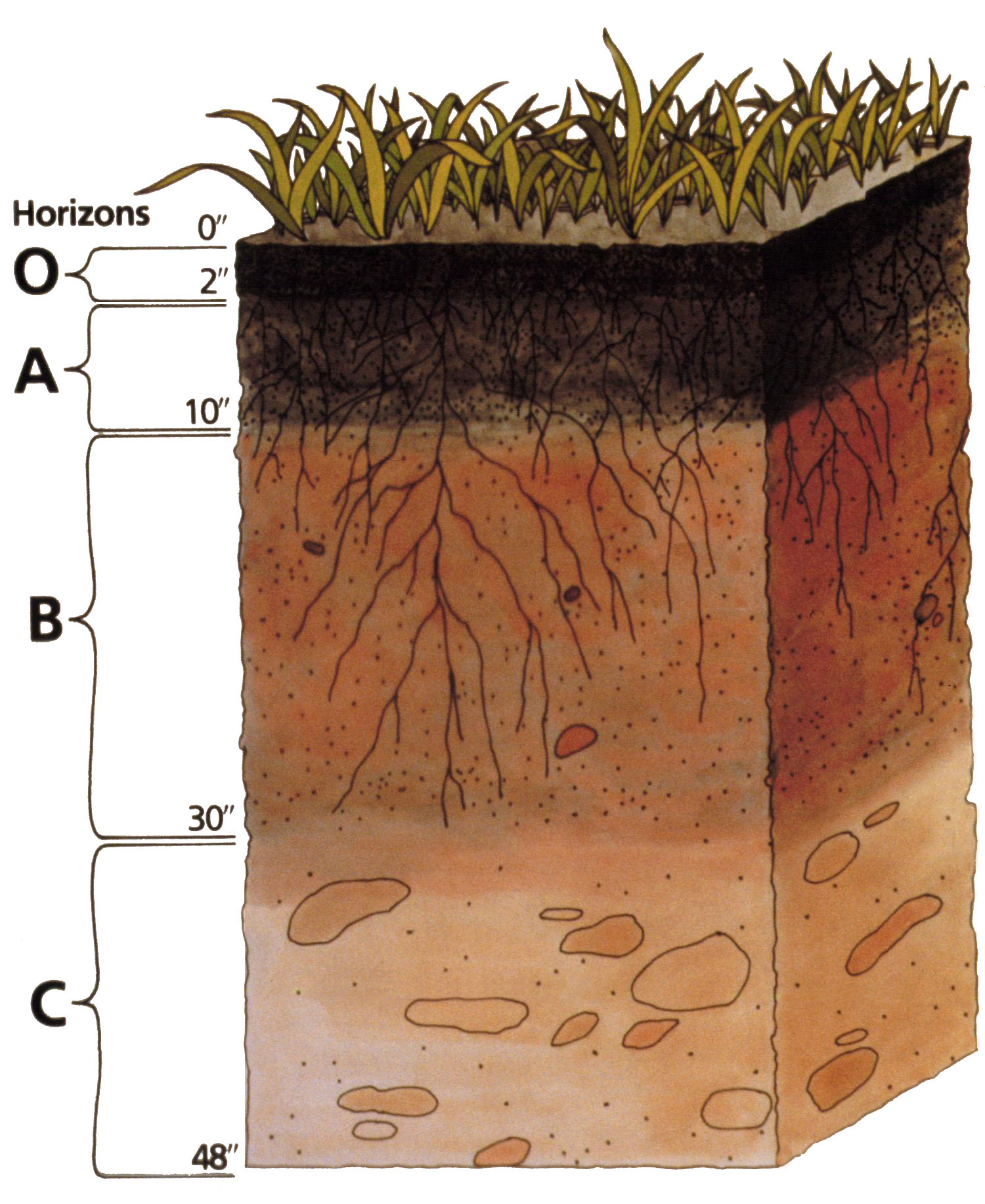
土壌層（O層、A層、B層、C層）

土壌は、その構成成分の供給と消失の様式によって、土壌層が積み重なった形状を示すことが多い。土壌層とは、土壌への物質の供給と消失の様式によって形成される平行な境界を持つ層のことである。
例えば、土壌の表層部に植物遺体などの粗大有機物が集積する場合には、この表層部はO層（Organic層）と呼ばれる。O層の下部には、粗大有機物が分解あるいは溶脱されて生じた黒色の層（A層）が観察されることが多い。また、有機物に由来する黒色化が不十分で、風化が進行した鉱物質の層はB層と呼ばれ、風化が十分に進行していない岩石層（母岩）はC層、さらにその下の未風化の岩盤層はR層と呼ばれる。
土壌層は、土壌を分類するための重要な指標とされている。
なお日本の考古学の分野でも、遺跡を構成する土壌を層序学的に分層した「土層」と言う概念が存在するが、本項のような土壌学的な土壌層とはその定義や認識が大きく異なるものである。

## 分類
ロシアの土壌学者ヴァシーリー・ドクチャエーフは、1880年頃に土壌を5つの因子（土壌生成因子）に基づき、気候やそれによる植生の影響を強く受けた成帯土壌と母岩や地形などの影響を強く受け、局地的に見られる間帯土壌（非成帯性土壌）、その中間的な成帯内性土壌に分類した。ドクチャーエフの土壌分類はアメリカとヨーロッパの研究者によって何度も変更され、1960年代には共通に使われるシステムに発展した。
成帯土壌は、主に以下のように分類される。
- 熱帯の酸化物を多く含んだラテライト（ラトソル、紅土）
- 熱帯から温帯にかけての赤黄色土
- 温帯から冷帯にかけての落葉広葉樹を育む褐色森林土
- 冷帯から寒帯にかけてのポドゾル
- 寒帯で下層が永久凍土層になっているツンドラ土
- ほか、プレーリー土や中央ユーラシアの黒土（黒色土、チェルノーゼム）など

間帯土壌には、地中海沿岸のテラロッサやブラジル高原のテラローシャ、デカン高原のレグール、他に泥炭土などがある。元になる岩石が、特殊な成分を含んでいる場合などには、土壌の性質により、異なる植生を生じる場合がある。
1960年代には、土壌生成因子ではなく土壌形態学 (en) に基づいて土壌を分類するという考え方による異なった分類体系が生まれてきた。国際連合食糧農業機関 (FAO) は、世界の土壌図を作成するために、世界の土壌を分類するFAO土壌分類 (en) を作った。また、アメリカ合衆国農務省（USDA）は USDA 土壌分類 (en) を作成した。この2つが世界の土壌分類として国際的に広く使われていたが、現在、国際的な標準となっている土壌分類は、国際土壌科学連合 (en) が定める世界土壌資源照合基準 (World Reference Base for Soil Resources) である。国際的・学術的にはこの基準によって土壌分類を表記することが望ましいが、国や地域ごとのよりきめ細かい土壌分類が使われることを妨げるものではなく、実際に使われている。
農業生産は、気候や作物の選定、農業技術だけでなく、土壌の種類により大きく左右される。農作物がよく育つ土壌を「肥沃」（ひよく）、育ちにくい土壌を「痩せている」と表現することもある。世界で最も肥沃なのがチェルノーゼムで、「土の皇帝」の異名を持つ。チェルノーゼムを豊富に有するウクライナは小麦を大量に生産して「ヨーロッパのパンかご」とも呼ばれた。森林総研主任研究員の藤井一至は、肥沃さでチェルノーゼムを世界最上級のランキングAと位置付けたうえで、チェルノーゼムを含む12種類の土壌について、Bは「粘土集積土壌」「ひび割れ粘土質土壌」、Cが日本に多い「黒ボク土」と「若手土壌」、Dは「強風化赤黄色土」、Eが「オキソシル」「未熟土」、Fが「ポドゾル」「泥炭土」、Gが「砂漠土」「永久凍土」としている。

### 日本の土壌分類体系
日本の土壌分類体系には、以下のようなものがある。
1. 林業試験場（現・森林総研）の林野土壌分類 (1975)[228]
2. 農研機構（旧農業環境技術研究所）の農耕地土壌分類（第3次改訂版) (1995)[229]
3. 農研機構（旧農業環境技術研究所）の包括的土壌分類第1次試案 (2011)[230]
4. 日本ペドロジー学会の日本土壌分類体系 (2017)[231]

## 利用
土壌は建物などの構築のほか、農業で利用され、後者では植物にとって主要な栄養供給源となっている。不足する栄養を補うため肥料の使用（施肥）が行われる。砂漠であっても、不足する栄養と水をピンポイントで与える点滴灌漑で農業は可能である。
水耕栽培で立証されたように、土壌中の栄養が水中に溶解していれば植物は生育できる。土壌の種類と利用可能な水の量が栽培できる植物の種を決める。

## 劣化
土壌の劣化 (en) あるいは土壌劣化は、人間あるいは自然による土地の機能を害するような変化の過程である。土壌劣化には土壌の酸性化 (en)、土壌汚染、砂漠化、侵食、塩害が含まれる。
農作物の生育と収穫で、土壌中の栄養が減少することも多い。対策としては施肥や、土に有機物などを補給する他の植物との輪作などがある。

## 改良
スメクタイトのような特定の粘土を多く含む土壌は、とても肥沃な土であることが多い。たとえば、タイ中部の平地は世界で最も農業生産力の高い地域の1つである。
しかし、多くの熱帯の農家では、土壌に有機物を保持することに苦労している。たとえば、タイ北部の粘土が少ない土壌で生産力が低下した時に、農家はシロアリの巣から有機物を持ってきて加えたが、長期的には持続しなかった。そこで、科学者が土壌にスメクタイトの一種であるベントナイトを加えた。